# Mattias Ekström

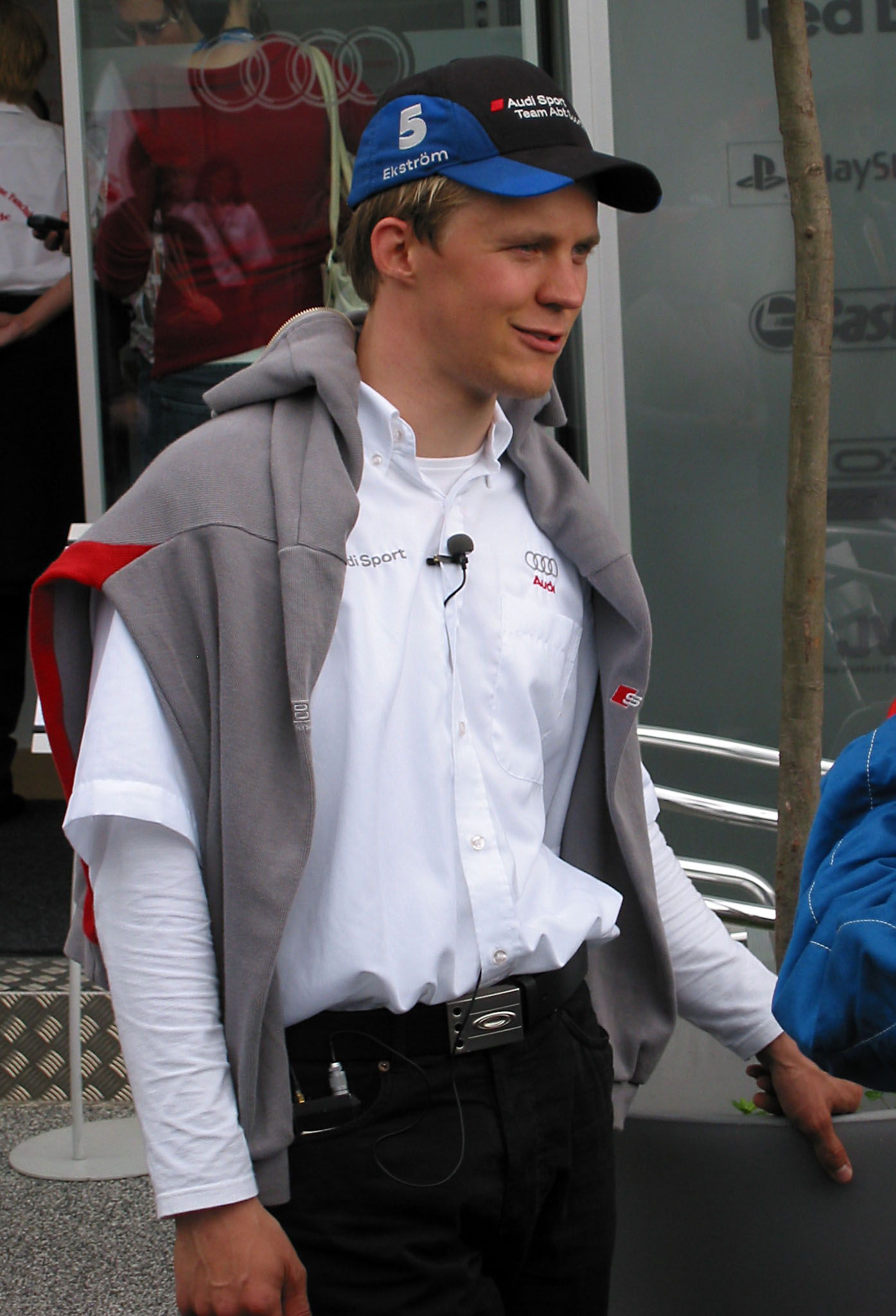

Mattias Ekström (Falun, 14 juli 1978) is een Zweedse autocoureur die in 2004 en 2007 het eindklassement van de DTM won. Naast de DTM is Mattias Ekström ook nog actief in de rallysport.
Mattias Ekström begon op 15-jarige leeftijd zijn carrière in de kartingwereld, nadien stapte hij over naar de Renault-R5 Cup, hij won dat Zweedse kampioenschap in 1996. Het jaar nadien stapte hij over naar de STCC, waar hij in 1999 de titel veroverde.
Ekström maakte in 2001 zijn debuut in de DTM, dat een jaar eerder opnieuw het leven werd ingeroepen. De Zweed toonde toen meteen zijn talent door als debutant de achtste plaats in het eindklassement te veroveren. Een jaar later in 2002, pakte hij zijn eerste zege in de DTM.
Ekström won in 2006, 2007, 2009 en 2023 de Race of Champions, een prestigieuze autosportwedstrijd waarin de beste coureurs uit verschillende autosporttakken met elkaar strijden.